# Општина Аниноаса (Арђеш)
Аниноаса (рум. Aninoasa) општина је у Румунији у округу Арђеш.
Oпштина се налази на надморској висини од 572 m.